# Jake Shields
Pour les articles homonymes, voir Shields.
Jake Shields, né le 9 janvier 1979 à Summertown dans le Tennessee, est un pratiquant américain d'arts martiaux mixtes (MMA) formé au Cesar Gracie Jiu-Jitsu. Shields a détenu les titres du Gladiator Challenge, du Shooto et détient actuellement celui du Rumble on The Rock après avoir remporté un tournoi. Il détient un palmarès de 26 victoires, 6 défaites pour un nul.
Il fut entrainé par Cesar Gracie de la célèbre famille Gracie. En octobre 2010, il est classé 4e meilleur combattant du monde dans la catégorie welters par Sherdog. Il décrit son style de combat comme du jiu-jitsu américain.
Jake Shields est végétarien.
Après une impressionnante série de 12 victoires consécutives, il s'empare du titre vacant des poids moyens du Strikeforce.
Il débute à l'Ultimate Fighting Championship en octobre 2010.
Il obtient une chance pour le titre des poids mi-moyens de l'organisation face à Georges St-Pierre en avril 2011 mais échoue par décision unanime.
En avril 2014, le président de l'UFC annonce son renvoi à la suite de sa défaite face à Hector Lombard.

## Parcours en arts martiaux mixtes

### Ultimate Fighting Championship
Il dispute son premier combat à l'Ultimate Fighting Championship lors de l'UFC 121 et le remporte par décision partagée face à Martin Kampmann.
Le 30 avril 2011, il est confronté à Georges St-Pierre pour le titre poids mi-moyens de l'UFC. Mais il perd le combat par décision unanime.
Le 7 avril 2014, le président de l'UFC annonce le renvoi de Shields à la suite de sa défaite face à Hector Lombard.
Il justifie ce choix par un contrat trop coûteux pour un combattant peu spectaculaire.

## Palmarès en arts martiaux mixtes
| 38 combats     | 29 victoires | 7 défaites |
| Par KO         | 3            | 2          |
| Par soumission | 10           | 0          |
| Sur décision   | 16           | 5          |
| Égalités       | 1            | 1          |
| Sans décision  | 1            | 1          |

| Record     | Résultat   | Adversaire         | Méthode                       | Événement                                | Date       | Round | Temps | Lieu                                    | Notes |
| ---------- | ---------- | ------------------ | ----------------------------- | ---------------------------------------- | ---------- | ----- | ----- | --------------------------------------- | --- |
| 29-7-1 (1) | Défaite    | Hector Lombard     | Décision unanime              | UFC 171: Hendricks vs Lawler             | 15-03-2014 | 3     | 5:00  | Dallas, Texas, États-Unis               | |
| 29-6-1 (1) | Victoire   | Demian Maia        | Décision (Partagée)           | UFC Fight Night: Maia vs. Shields        | 09-10-2013 | 5     | 5:00  | Barueri, Brésil                         | Combat en 5 rounds. |
| 28-6-1 (1) | Victoire   | Tyron Woodley      | Décision (Partagée)           | UFC 161: Evans vs. Henderson             | 2013-06-15 | 3     | 5:00  | Winnipeg, Manitoba, Canada              | Retour en Poids Welters. |
| 27-6-1 (1) | No Contest | Ed Herman          | Décision (Unanime)            | UFC 150: Henderson vs. Edgar II          | 2012-08-11 | 3     | 5:00  | Denver, Colorado, États-Unis            | Retour en Poids Moyens, victoire par décision unanime retournée en no contest à la suite de l'échec d'un contrôle antidopage pour Shields. |
| 27-6-1     | Victoire   | Yoshihiro Akiyama  | Décision (Unanime)            | UFC 144: Edgar vs. Henderson             | 2012-02-26 | 3     | 5:00  | Saitama, Japon                          | |
| 26-6-1     | Défaite    | Jake Ellenberger   | TKO (Coup de genou et Poings) | UFC Fight Night: Shields vs. Ellenberger | 2011-09-17 | 1     | 0:53  | Nouvelle-Orléans, Louisiane, États-Unis | |
| 26-5-1     | Défaite    | Georges St. Pierre | Décision (Unanime)            | UFC 129: St-Pierre vs. Shields           | 2011-04-30 | 5     | 5:00  | Toronto, Ontario, Canada                | Pour le Championnat UFC des Poids Welters.                                                                                                 |
| 26-4-1     | Victoire   | Martin Kampmann    | Décision (Partagée)           | UFC 121: Lesnar vs. Velasquez            | 2010-10-23 | 3     | 5:00  | Anaheim, Californie, USA                | Début à l'UFC, Retour en Poids Welters. |
| 25–4–1     | Victoire   | Dan Henderson      | Décision (Unanime)            | Strikeforce: Nashville                   | 2010-04-17 | 5     | 5:00  | Nashville, Tennessee, États-Unis        | Défend le Championnat Strikeforce Poids Moyens.                                                                                            |
| 24–4–1     | Victoire   | Jason Miller       | Décision (Unanime)            | Strikeforce: Fedor vs Rogers             | 2009-11-07 | 5     | 5:00  | Hoffman Estates, Illinois, États-Unis   | Gagne le vacant Championnat Strikeforce Poids Moyens.                                                                                      |
| 23–4–1     | Victoire   | Robbie Lawler      | Soumission (Guillotine)       | Strikeforce: Lawler vs. Shields          | 2009-06-06 | 1     | 2:02  | Saint-Louis, Missouri, États-Unis       | 185 lb Catchweight. |
| 22–4–1     | Victoire   | Paul Daley         | Soumission (Clé de bras)      | EliteXC: Heat                            | 2008-10-04 | 2     | 3:47  | Sunrise, Floride, USA                   | Défend le Championnat Elite XC Poids Moyens.                                                                                               |
| 21–4–1     | Victoire   | Nick Thompson      | Soumission (Guillotine)       | EliteXC: Unfinished Business             | 2008-07-26 | 1     | 1:03  | Stockton, Californie, USA               | Devient le premier Champion Elite XC Poids Moyens.                                                                                         |
| 20–4–1     | Victoire   | Mike Pyle          | Soumission (Rear Naked Choke) | EliteXC: Renegade                        | 2007-11-10 | 1     | 3:39  | Corpus Christi, Texas, USA              | |
| 19–4–1     | Victoire   | Renato Verissimo   | TKO (Poings)                  | EliteXC: Uprising                        | 2007-09-15 | 1     | 4:00  | Honolulu Hawaï, USA                     | 175 lb Catchweight. |
| 18–4–1     | Victoire   | Ido Pariente       | Soumission (Rear Naked Choke) | K-1 Dynamite!! USA                       | 2007-06-02 | 1     | 2:06  | Los Angeles, Californie, USA            | |
| 17–4–1     | Victoire   | Ray Steinbeiss     | Soumission (Guillotine Choke) | BodogFight – Costa Rica                  | 2007-02-18 | 1     | 1:29  | Costa Rica                              | |
| 16–4–1     | Victoire   | Steve Berger       | TKO                           | FCP - Malice at Cow Palace               | 2006-09-09 | 2     | 1:36  | San Francisco, Californie, USA          | |
| 15–4–1     | Victoire   | Carlos Condit      | Décision (Unanime)            | Rumble on the Rock 9                     | 2006-04-21 | 3     | 5:00  | Honolulu, Hawaï, USA                    | Finale du ROTR WW Tournament. |
| 14–4–1     | Victoire   | Yushin Okami       | Décision (Majorité)           | Rumble on the Rock 9                     | 2006-04-21 | 3     | 5:00  | Honolulu, Hawaï, USA                    | Deuxième tour du ROTR WW Tournament. |
| 13–4–1     | Victoire   | Dave Menne         | Décision (Unanime)            | Rumble on the Rock 8                     | 2006-01-20 | 3     | 5:00  | Honolulu, Hawaï, USA                    | Premier tour du ROTR WW Tournament. |
| 12–4–1     | Victoire   | Toby Imada         | Décision                      | Kage Kombat                              | 2005-11-12 | 3     | N/A   | Californie, USA                         | |
| 11–4–1     | Défaite    | Akira Kikuchi      | Décision (Unanime)            | Shooto 2004 - Year-End Show              | 2004-12-14 | 3     | 5:00  | Tokyo, Japon                            | Perd le Championnat Shooto Poids Moyens.                                                                                                   |
| 11–3–1     | Victoire   | Ray Cooper         | Soumission (Rear Naked Choke) | Shooto Hawaii - Soljah Fight Night       | 2004-07-09 | 1     | 3:29  | Honolulu, Hawaï, USA                    | Gagne le Championnat Shooto Poids Moyens.                                                                                                  |
| 10–3–1     | Égalité    | Kazuo Misaki       | Match Nul                     | Pancrase - Hybrid 10                     | 2003-11-30 | 3     | 5:00  | Tokyo, Japon                            | |
| 10–3       | Victoire   | Akira Kikuchi      | Décision (Unanime)            | Shooto 2003 - 8/10 in Yokohama Gymnasium | 2003-08-10 | 3     | 5:00  | Tokyo, Japon                            | |
| 9–3        | Victoire   | Milton Vieira      | Décision (Unanime)            | Shooto - Midwest Fighting                | 2003-05-21 | 3     | 5:00  | Hammond Indiana, USA                    | |
| 8–3        | Victoire   | Hayato Sakurai     | Décision (Unanime)            | Shooto - 2002 Year-End Show              | 2002-12-14 | 3     | 5:00  | Chiba, Japon                            | |
| 7–3        | Défaite    | Ray Cooper         | Décision (Majorité)           | Warriors Quest 6: Best of the Best       | 2002-08-08 | 3     | 5:00  | Honolulu, Hawaï, USA                    | |
| 7–2        | Victoire   | Robert Ferguson    | Décision                      | GC 7: Casualties of War                  | 2001-11-04 | 2     | 5:00  | Colusa Californie, USA                  | |
| 6–2        | Victoire   | Jeremy Jackson     | Soumission (Rear Naked Choke) | GC 6: Caged Beasts                       | 2001-09-09 | 1     | 2:03  | Colusa, Californie, USA                 | |
| 5–2        | Victoire   | Tracy Hess         | Décision                      | GC 3: Showdown at Soboba                 | 2001-04-07 | 2     | 5:00  | Friant Californie, USA                  | |
| 4–2        | Victoire   | Randy Velarde      | Soumission (Rear Naked Choke) | GC 2: Collision at Colusa                | 2001-02-18 | 2     | 3:19  | Colusa, Californie, USA                 | |
| 3–2        | Défaite    | Phillip Miller     | Décision (Unanime)            | IFC - Warriors Challenge 9               | 2000-07-18 | 2     | 8:00  | Friant, Californie, USA                 | |
| 3–1        | Victoire   | Shannon Ritch      | Soumission (Choke)            | Best of the Best                         | 2000-05-04 | 1     | N/A   | Tempe Arizona, USA                      | |
| 2–1        | Défaite    | Marty Armendarez   | TKO (Strikes)                 | IFC - Warriors Challenge 6               | 2000-03-25 | 1     | 7:34  | Friant, Californie, USA                 | |
| 2–0        | Victoire   | Brian Warren       | Décision                      | CFF - The Cobra Challenge 1999           | 1999-12-11 | N/A   | N/A   | Anza, Californie, USA                   | |
| 1–0        | Victoire   | Paul Harrison      | TKO (Strikes)                 | CFF - The Cobra Qualifier 1999           | 1999-10-23 | N/A   | N/A   | Anza, Californie, USA                   | |